# Neotanypeza dominicana
Neotanypeza dominicana is een uitgestorven vliegensoort uit de familie van de langpootvliegen (Tanypezidae). De wetenschappelijke naam van de soort werd voor het eerst geldig gepubliceerd in 2010 door Lonsdale en Apigian.